# گیلتن (آلمان)
گیلتن (به آلمانی: Gilten) یک شهر در آلمان است که در هایدکرایس واقع شده‌است. گیلتن ۱٬۱۵۷ نفر جمعیت دارد.